# Eosentomon mixtum
Eosentomon mixtum är en urinsektsart som beskrevs av Bruno Condé 1945. Eosentomon mixtum ingår i släktet Eosentomon och familjen trakétrevfotingar. Inga underarter finns listade i Catalogue of Life.